# 신동우 (정치인)
신동우(申東雨, 1953년 6월 6일 ~ )은 대한민국의 정치인이다. 제14·15대 서울 강동구청장과 제19대 국회의원을 지냈다.

## 생애
서울특별시 강동구는 구청장 김충환의 국회의원 출마로 인하여 2004년 6월 5일 구청장 보궐 선거를 치르게 되었고 이 선거에서 신동우는 당선이 되어 정계에 입문하게 되었다. 이후 2006년에 구청장 재선에 성공하였으나 임기 도중에 국회의원 출마를 위해 구청장직을 사퇴하여 논란이 되었다. 강동구는 김충환의 사퇴, 신동우의 사퇴로 보궐 선거를 연이어 치뤄야 했고 구청장 권한 대행을 한 최용호 부구청장도 구청장 선거에 출마함에 따라 계속되는 행정 공백을 겪어야 했기 때문이다.

## 학력
- 경복중학교 졸업
- 경복고등학교 졸업
- 서울대학교 인문대학 언어학 학사
- 펜실베이니아대학교 대학원 경영학 석사

## 경력
- 1977년 행정고시 합격
- 1978년 경기 광주군청 수습사무관
- 1998.08 ~ 1999.06 서울특별시 산업경제국 국장
- 1999.07 ~ 2002.01 서울특별시 강남구 부구청장
- 2002.01 ~ 2002.07 서울특별시 행정관리국장
- 2002.07 ~ 2003.01 서울특별시 환경관리실장
- 2003.01 ~ 2004.03 서울특별시 상수도사업본부 본부장
- 2004.06 ~ 2007.12 서울특별시 강동구 구청장[5]
- 2012.05 ~ 2016.05 새누리당 국회의원(서울 강동구 갑)
- 2012.07 ~ 2014.05 제19대 국회 운영위원회 위원
- 2012.07 ~ 2016.05 제19대 국회 정무위원회 위원
- 2012.10 ~ 2012.12 새누리당 박근혜 대통령후보 선거대책위원회 조직총괄본부조직기획본부장
- 2013.02 ~ 2013.02 국무총리 후보자 인사청문특별위원회 위원
- 2013.04 ~ 2013.09 국회 예산재정개혁특별위원회 위원
- 2013.05 ~ 2014.05 새누리당 원내 부대표
- 2013.06 새누리당 조직강화특별위원회 위원
- 2014.02 새누리당 개인정보 보호대책 특별위원회 위원
- 2015.07 새누리당 지방자치안전위원장
- 2015.08 새누리당 정책위원회 민생119본부 부본부장
- 2015 새누리당 핀테크특별위원회 위원
- 2015 새누리당 정책위원회 금융개혁태스크포스 위원
- 2016.12 새누리당 비상대책위원장 비서실장
- 2020.10 ~ 2021.01 국민의힘 4·7 재보궐선거 경선준비위원회 위원

## 역대 선거 결과
|  | 64.6% |

|  | 71.19% |

|  | 51.21% |

|  | 40.99% |

## 소속 정당
| 소속 정당 | 소속 정당  | 소속 기간 | 비고      |
| --------- | ---------- | --------- | --------- |
|           | 한나라당   | 2004~2012 | 정계 입문 |
|           | 새누리당   | 2012~2017 | 당명 변경 |
|           | 자유한국당 | 2017~2020 | 당명 변경 |
|           | 미래통합당 | 2020      | 합당      |
|           | 국민의힘   | 2020~현재 | 당명 변경 |

## 같이 보기
- 강동구 갑
- 서울 강동구의 국회의원
- 강동구청장